# Sarići
Sarići (szerbül: Сарићи) szerb falu Bosznia-Hercegovinában, Bosanska krajina területén, a Szerb Köztársaságban, Šipovo községben. 

## Fekvése
Bosznia-Hercegovina közép-nyugati részén, Banja Lukától légvonalban 57, közúton 81 km-re délre, községközpontjától 1 km-re dél-délnyugatra, a Pljiva és a Janj folyók között, 500 méteres tengerszint feletti magasságban található.

## Népessége
| Nemzetiségi csoport | Népesség 1991 | Népesség 2013 |
| ------------------- | ------------- | ------------- |
| Szerb               | 666           | 1354          |
| Bosnyák             | 0             | 0             |
| Horvát              | 1             | 1             |
| Jugoszláv           | 5             | 0             |
| Egyéb               | 3             | 4             |
| Összesen            | 675           | 1359          |

## Története
A régészeti leletek tanúsága szerint Sarići területe már az őskortól fogva lakott volt, ahol egy vaskori erődítmény is állt. A legrégibb leletek két földből épített tumulus formájában a bronzkorból származnak, mely azt jelenti, hogy már ekkor laktak itt emberek. A római korban feltételezhetően Saritte néven útiállomás volt itt a Pliva mellett, a Salonából Servitiumba (Bosanska Gradiska) vezető úton. Ezt támasztja alá, hogy Šipovo falu alatt, közvetlenül a Pliva partján, egy hosszúkás négyszögű fal maradványait és azon belül számos falnyomot találtak, amelyek a római település minden jellegzetességével rendelkeznek. A terület néhány méterrel a Pliva szintje felett feküdt, melyet minden oldalról víz vagy láp határolt. Itt vitathatatlanul egy „castrum” állt, mely valószínűleg a régi „Saritte” volt. A téglák és vasszilánkok mellett a lakosság gyakran talál itt római tárgyakat, pénzérméket. Körülbelül 1 km-re lefelé ugyanezen a (bal) parton van egy kis domb, amelyet „Crkvinának” neveznek. Az emberek a múltban ezt a nevet szinte kizárólag a római romok leírására használták, míg a „Gradina” szinte kizárólag az őskori dombvárakra utalt. A Crkvina-hegy sűrűn tele van falmaradványokkal, téglákkal és habarcsdarabokkal. Egy gyönyörűen profilozott párkánydarabból ítélve, amit itt találtak, valószínűleg egy nagy kőépület lehetett ezen a helyen. Körülbelül 1 km-re a folyásiránnyal szemben, közvetlenül a Plivát átszelő híd közelében, mely Saricibe vezet, egyedi faragott épülettöredékek kerültek elő.
A település 1878-ig tartozott az Oszmán Birodalomhoz, majd az Osztrák-Magyar Monarchia része lett. 1879-ben az első osztrák-magyar népszámlálás során Pliva község részeként a faluban 47 házat és 325 ortodox szerb lakost számláltak. 1910-ben a településen 74 házat, 353 ortodox szerb és 106 muszlim lakost találtak.A monarchia szétesésével 1918-ben előbb a Szerb-Horvát-Szlovén Királyság, majd 1929-től a Jugoszláv Királyság része. Jugoszlávia megszállása után a falu a Független Horvát Állam (NDH) része lett.
1945-től a település a szocialista Jugoszlávia része volt. A településen az 1991-es népszámlálás adatai szerint 675-en éltek. A Bosznia-Hercegovinában zajló polgárháború idején a Visoko Krajina többi településéhez hasonlóan a Boszniai Szerb Köztársaság része volt. A területén 1995 szeptemberéig nem volt háborús hadművelet, ekkor azonban a település területét a Horvát Köztársaság fegyveres ereje megszállta. A horvát csapatok elől a lakosság elmenekült. A daytoni békeszerződés aláírása után a település a Szerb Köztársasághoz, azon belül Šipovo községhez került. 

## Nevezetességei
- Lekiča Glavica – őskori erődítmény maradványai a Pliva jobb partján. A falakkal körülvett plató 45x25 méteres területet foglal el. A falaknak csak egy része maradt fenn. A falakon belül kötőanyag nélkül rakott erős épületfalak maradványai találhatók. Az erőd korát a kora vaskorra teszik.[4]

- Piskavice – két őskori sírhalom, melyek valószínűleg a bronzkorból származnak.[4]